# Hostomice (district de Beroun)
Pour les articles homonymes, voir Hostomice.
Hostomice (en allemand : Hostomitz) est une ville du district de Beroun, dans la région de Bohême-Centrale, en République tchèque. Sa population s'élevait à 1 783 habitants en 2022.

## Géographie
Hostomice se trouve à 16 km au nord de Příbram, à 17 km au sud de Beroun et à 40 km au sud-ouest de Prague.
La commune est limitée par Neumětely au nord, par Skřipel, Velký Chlumec et Dobříš à l'est, par Buková u Příbramě et Pičín au sud, et par Čenkov, Běštín, Jince, Lhotka et Lochovice à l'ouest.

## Histoire
La première mention écrite de la localité date de 1343. Elle fut élevée au statut de ville par l'empereur Charles IV en 1738.

## Administration
La commune se compose de quatre sections :
- Bezdědice
- Hostomice
- Lštěň
- Radouš

## Personnalité
Václav Treitz (9 avril 1819 – 27 août 1872) est un anatomiste natif de Hostomice. Il a notamment donné son nom à l'angle et au muscle de Treitz, ainsi qu'au fascia de Treitz (rétro-pancréatique).